# سیارک ۲۶۶۸۲
سیارک ۲۶۶۸۲ (به انگلیسی: 26682 Evanfletcher، نامگذاری:2001FV8)۲۶۶۸۲مین سیارک کشف شده‌است که در ۱۹ مارس ۲۰۰۱ کشف شد.